# خالد عبدالقدوس
خالد عبدالقدوس (عربی: خالد عبد القدوس؛ زادهٔ ۹ ژوئن ۱۹۸۰) بازیکن سابق و مربی فوتبال اهل کویت است.
از باشگاه‌هایی که در آن بازی کرده‌است می‌توان به باشگاه ورزشی العربی کویت، باشگاه فوتبال الیرموک کویت، و باشگاه ورزشی الشباب کویت اشاره کرد.
وی همچنین در تیم ملی فوتبال کویت بازی کرده‌است.